# Plagiopyla frontata
Plagiopyla frontata je nálevník z třídy Plagiopylea. Nemá mitochondrie, místo nich metabolizuje pomocí hydrogenozomů. Také je v úzkém symbiotickém vztahu s metanogenními archei, které tvoří metan ze zplodin metabolismu tohoto prvoka.